# Ana Rosa Schlieper de Martínez Guerrero
Ana Rosa Schlieper de Martínez Guerrero (Buenos Aires,15 de agosto de 1898 - Ibidem. 4 de septiembre de 1964) fue una líder feminista, filántropa y trabajadora social argentina.

## Biografía
Schlieper nació en 1898 en Buenos Aires, su padre era Enrique Schlieper y su madre Ana Zabalrado. Estudió en el Colegio de Sagrado Corazón (1910–15).

### Trayectoria
Schlieper de Martínez Guerrero se dedicó a mejorar la posición social de la mujer a través de su trabajo con agencias de servicio social. Viajó a los Estados Unidos por invitación del National Women Voters. Durante el período de 1938-43, presidió la Liga de Protección a la Joven. Fue la fundadora de las Señoras de San Vicente de Paul en General Madariaga como un hospital de 100 camas y escuela de enfermería para mujeres. Igualmente fundó la Unión Argentina de Mujeres en 1936, presidiéndola desde 1938 hasta 1940. La universidad Russell Sage College de Nueva York, la honró con el título doctor honoris causa en 1941. La Junta de la Victoria fue establecida ese mismo año, organización que presidió. Al mismo tiempo, lideró la Comisión Interamericana de Mujeres (1939–43), y fue secretaria general del grupo antifascistas, Acción Argentina. También fundó la organización de alivio de guerra Victory Committee.
Falleció en Buenos Aires el 4 de septiembre de 1964.